# Marion Huber
Pour les articles homonymes, voir Huber.
Marion Huber von Appeln, née le 26 septembre 1930, est une athlète chilienne.

## Carrière
Marion Huber participe au 80 mètres haies aux Jeux olympiques d'été de 1948 à Londres et aux 1952 à Helsinki, sans atteindre la finale ; elle court aussi les séries du relais 4 × 100 mètres féminin aux Jeux olympiques d'été de 1948.
Elle est médaillée d'argent du 80 mètres haies aux Championnats d'Amérique du Sud d'athlétisme 1949 à Lima ainsi qu'aux Jeux panaméricains de 1951 à Buenos Aires et aux Championnats d'Amérique du Sud d'athlétisme 1952 à Buenos Aires.